# طواف إيطاليا 1987
طواف إيطاليا 1987 هو سباق دراجات هوائية أقيم في إيطاليا بتاريخ 21 مايو – 13 يونيو، تكون السباق من 22 مرحلة وامتدّ لمسافة 3915 كم بسرعة 37.045 كم/س، استغرق السباق 105 ساعة 39 دقيقة 42 ثانية. فاز به الأيرلندي ستيفن روش.

## الترتيب
| م                     | الدرّاج    | البلد           | الزمن                      |
| --------------------- | --------- | --------------- | -------------------------- |
| الفائز بالترتيب العام | ستيفن روش | جمهورية أيرلندا | 105 ساعة 39 دقيقة 42 ثانية |
| الترتيب المركب        | ستيفن روش | جمهورية أيرلندا | -                          |